# Zwenkwiel

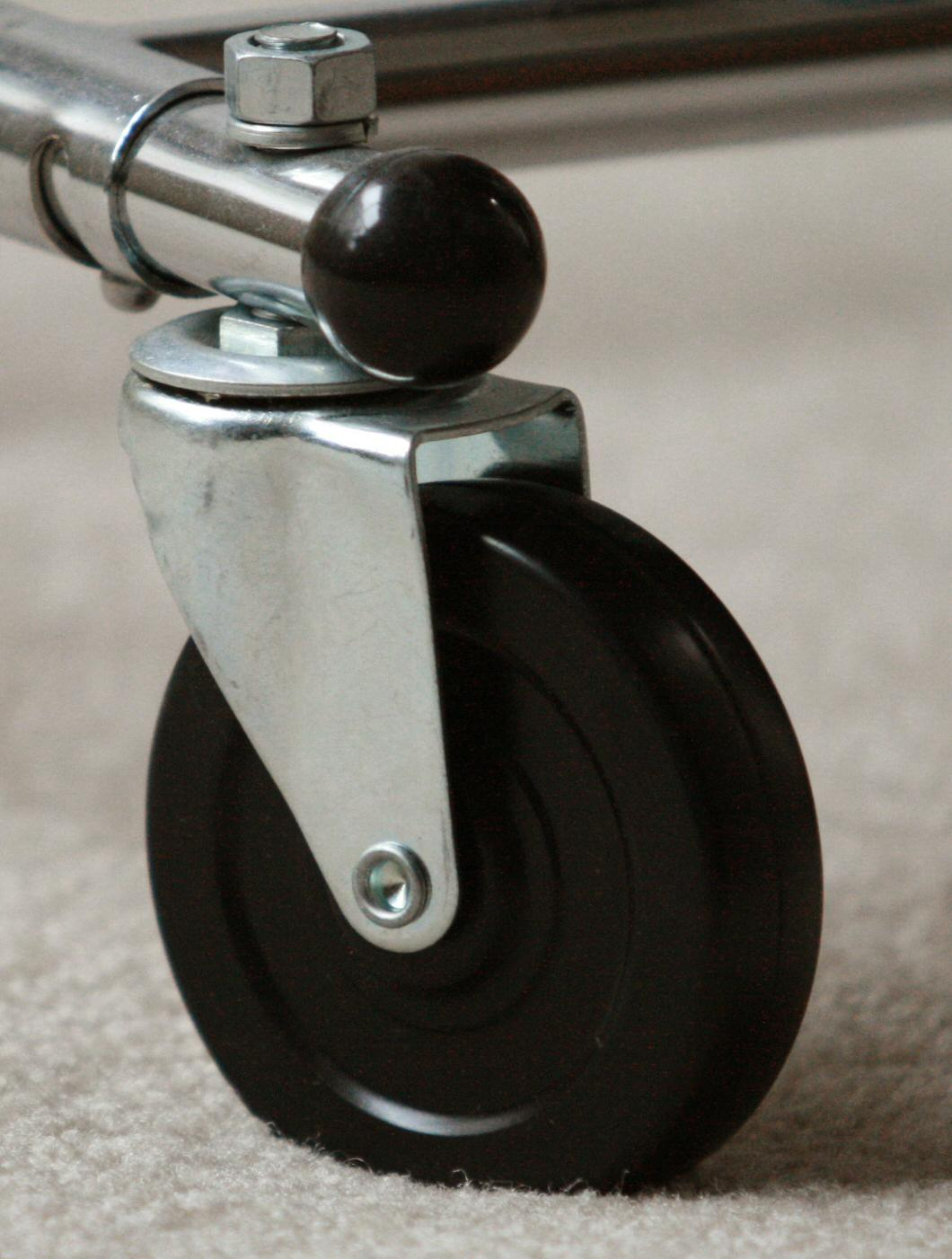
Zwenkwiel

Een zwenkwiel is een wiel dat aan een verticale as bevestigd is, zodat het in elke richting kan wijzen en rollen. De wielas bevindt zich op een bepaalde afstand (naloop) van de verticale as, zodat een zwenkwiel zich tijdens het rollen altijd achter de verticale as bevindt. Zo volgt het de bewegingsrichting van het object waaraan het is gemonteerd. Zwenkwielen worden onder meer aangewend als bestanddeel van bureaustoelen, rolstoelen, winkelwagens en meubelrollers.
Een voertuig dat enkel op zwenkwielen staat, kan zich vrij in elke richting bewegen en heeft dus geen enkele voorkeursrichting. Voor bureaustoelen is dit nuttig, maar bijvoorbeeld bij een rolstoel is een voorkeursrichting gewenst. In zulke gevallen worden zwenkwielen gecombineerd met bokwielen of wielen aan een as, die richtingsstabiliteit geven.

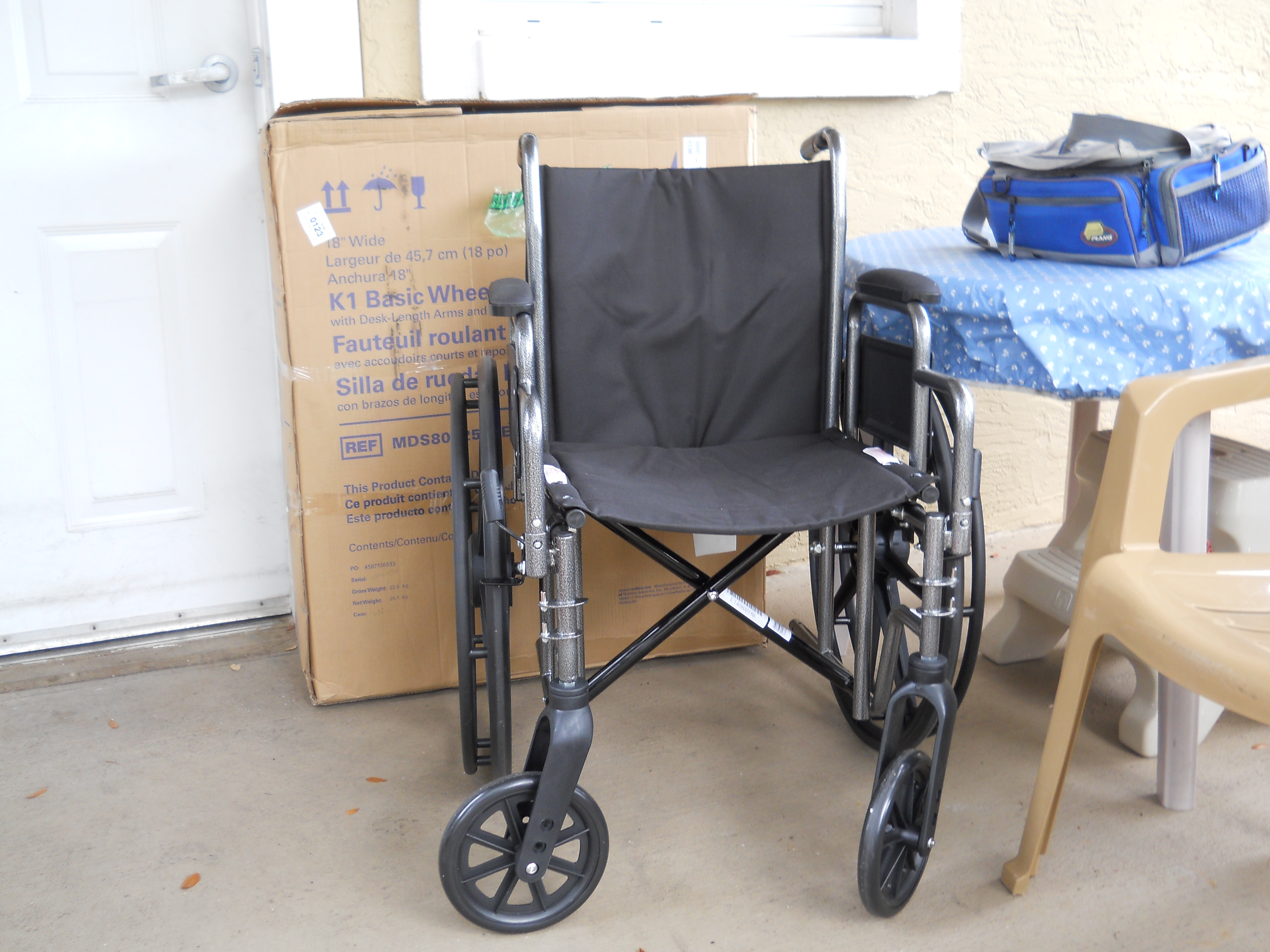
Deze rolstoel is in een bocht achteruit gereden. Wordt hij naar voren geduwd, dan zwenken de voorwieltjes om weer achter hun verticale as aan te lopen.

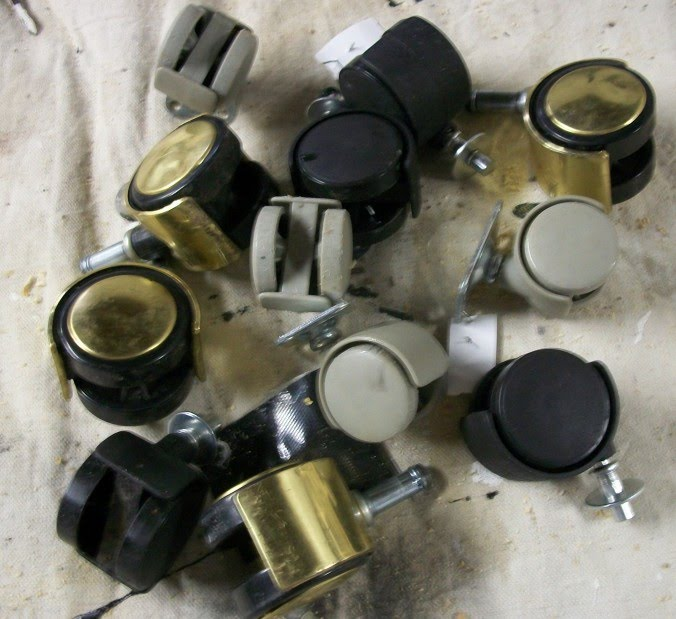
Wielen voor bureaustoelen